# Torneo Regional Federal Amateur
El Torneo Regional Federal Amateur, también conocido como Torneo Regional Amateur o Torneo Regional, es un campeonato, correspondiente a la cuarta categoría, organizado por el Consejo Federal del Fútbol Argentino, órgano interno de la Asociación del Fútbol Argentino que agrupa a los clubes indirectamente afiliados a ella, que provienen de las ligas regionales. Es una fusión de los torneos Federal B y Federal C, los que fueron abolidos por unanimidad del Consejo Federal para dar paso al Regional Federal, con el objetivo de jerarquizar la competencia dentro de las distintas ligas locales.
Es un torneo de alcance nacional, en el que participan clubes de todas las provincias de la Argentina,lo que lo hace el más extendido territorialmente. En la temporada 2024-25 tomaron parte trescientos cuarenta y tres equipos. Otorga ascensos para el Torneo Federal A, cuyo número ha variado en las distintas ediciones. 
Participan, además de los descendidos de la edición anterior del Torneo Federal A, los equipos ganadores de los campeonatos de sus respectivas ligas o, en caso de que estos ya participen de un certamen de una categoría superior, los que les sigan en mérito deportivo. Estos equipos pueden ser uno o dos, según el número de participantes de cada liga. A ellos se agregan, desde la segunda edición, un equipo por cada federación de ligas, y otros equipos de los clubes que obtienen el derecho a participar mediante el otorgamiento de licencias deportivas.

## Sistema de disputa

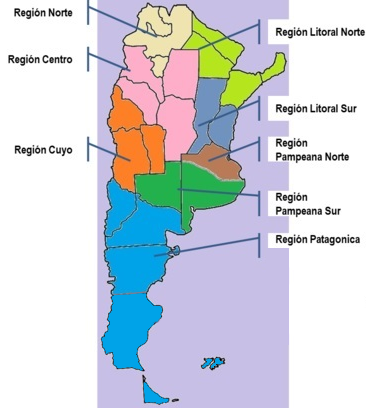
Distribución por regiones.

### Asignación de plazas
Participan del certamen: 
- Los descendidos de la temporada anterior del Torneo Federal A.
- Los clasificados como ganadores de los torneos anuales organizados por las ligas regionales habilitadas por el Consejo Federal. Dependiendo de la cantidad de participantes de cada liga, hay una plaza para las que tengan de 10 a 20 equipos y dos plazas para cada una de las que tengan más. En caso de que el ganador o ganadores ya estén participando de competencias superiores como la Primera División de Argentina, la Primera B Nacional o el Torneo Federal A, la o las plazas son otorgadas a los que los siguen, por mérito deportivo. Si un club renuncia a participar tras haber clasificado, la liga pierde esa plaza.[11][12]
- Los clasificados por las federaciones de ligas en torneos organizados al efecto.
- Los que obtienen la licencia deportiva de plaza fija por tres años,[9] que se otorga basándose en infraestructura, historia, convocatoria; desarrollo de inferiores, futsal, fútbol playa y fútbol femenino, y que no tengan deudas o sanciones por cumplir.

### Formato
Para la disputa, se separa a los equipos en ocho regiones determinadas geográficamente. El certamen consta de varias rondas, la primera de las cuales se realiza por el sistema de todos contra todos, con los equipos divididos en zonas dentro de cada región. A partir de allí se realizan rondas por eliminación directa que consagran un clasificado por región, los que se enfrentan entre sí en la etapa final, emparejados según un esquema predeterminado, y los vencedores obtienen el ascenso al Torneo Federal A.

## Palmarés

### Logros por edición
| Temporada          | Ascendidos                                                                         |
| ------------------ | ---------------------------------------------------------------------------------- |
| 2019               | Central Norte (S) Círculo Deportivo Güemes (SdE) Sportivo Peñarol (C)              |
| 2020               | Cancelado a raíz de la pandemia de covid-19                                        |
| Transición 2020-21 | Racing (C) Gimnasia y Tiro (S) Independiente (C) Ciudad de Bolívar                 |
| 2021-22            | Argentino (MM) Liniers (BB) Atlético Paraná Juventud Antoniana                     |
| 2022-23            | 9 de Julio (R) Atenas (RC) El Linqueño Germinal San Martín (SM) Sol de América (F) |
| 2023-24            | Deportivo Camioneros Deportivo Rincón Gutiérrez Kimberley (MdP) Sarmiento (LB)     |
| 2024-25            | Bartolomé Mitre (P) Ben Hur Costa Brava Gimnasia y Esgrima (C)                     |

### Logros por equipo
| Equipo                 | Ascensos | Temporada de ascenso |
| ---------------------- | -------- | -------------------- |
| 9 de Julio (R)         | 1        | 2022-23              |
| Atenas (RC)            | 1        | 2022-23              |
| Atlético Paraná        | 1        | 2021-22              |
| Argentino (MM)         | 1        | 2021-22              |
| Bartolomé Mitre (P)    | 1        | 2024-25              |
| Ben Hur                | 1        | 2024-25              |
| Central Norte (S)      | 1        | 2019                 |
| Círculo Deportivo      | 1        | 2019                 |
| Ciudad de Bolívar      | 1        | Transición 2020-21   |
| Costa Brava            | 1        | 2024-25              |
| Deportivo Camioneros   | 1        | 2023-24              |
| Deportivo Rincón       | 1        | 2023-24              |
| El Linqueño            | 1        | 2022-23              |
| Germinal               | 1        | 2022-23              |
| Gimnasia y Esgrima (C) | 1        | 2024-25              |
| Gimnasia y Tiro (S)    | 1        | Transición 2020-21   |
| Güemes (SdE)           | 1        | 2019                 |
| Gutiérrez              | 1        | 2023-24              |
| Independiente (C)      | 1        | Transición 2020-21   |
| Juventud Antoniana     | 1        | 2021-22              |
| Kimberley              | 1        | 2023-24              |
| Liniers (BB)           | 1        | 2021-22              |
| Racing (C)             | 1        | Transición 2020-21   |
| San Martín (SM)        | 1        | 2022-23              |
| Sarmiento (LB)         | 1        | 2023-24              |
| Sol de América (F)     | 1        | 2022-23              |
| Sportivo Peñarol (C)   | 1        | 2019                 |

## Movilidad interdivisional

### Con el Torneo Federal A
| Temporada | Descendidos del Torneo Federal A | Ascendidos del Torneo Regional Federal Amateur                                     |
| --------- | --- | ---------------------------------------------------------------------------------- |
| 2019      | Deportivo Mandiyú Guaraní Antonio Franco Gutiérrez SC Libertad (S) Rivadavia (L) Sportivo Patria Unión (VK) Unión Aconquija                             | Central Norte (S) Círculo Deportivo Güemes (SdE) Sportivo Peñarol (C)              |
| 2020      | Altos Hornos Zapla Atlético Paraná Deportivo Roca Gimnasia y Tiro (S) Independiente (N) Juventud Antoniana Racing (C) San Jorge (T) San Lorenzo de Alem | No hubo                                                                            |
| 2020-21   | No hubo | Racing (C) Gimnasia y Tiro (S) Independiente (C) Ciudad de Bolívar                 |
| 2021-22   | No hubo | Argentino (MM) Liniers (BB) Atlético Paraná Juventud Antoniana                     |
| 2022-23   | No hubo | 9 de Julio (R) Atenas (RC) El Linqueño Germinal San Martín (SM) Sol de América (F) |
| 2023-24   | Atlético Paraná Deportivo Camioneros Desamparados Juventud Unida (G)                                                                                    | Deportivo Camioneros Deportivo Rincón Gutiérrez SC Kimberley Sarmiento (LB)        |
| 2024-25   | Liniers (BB) Sportivo Peñarol (C) | Bartolomé Mitre (P) Ben Hur Costa Brava Gimnasia y Esgrima (C)                     |
| 2025-26   | Defensores de Pronunciamiento Ferro Carril Oeste (GP) Sansinena Unión (S)                                                                               |                                                                                    |

### Con el Torneo Federal C
Por única vez, en la primera edición del torneo, participaron los equipos ascendidos del Torneo Federal C, luego extinto.
| Temporada | Ascendidos del Torneo Federal C |
| --------- | --- |
| 2019      | 9 de Julio (Chacabuco) 9 de Julio (Morteros) Argentinos del Norte (General Roca) Atlético Carcarañá Atlético Falucho Deportivo Marapa Don Orione Estudiantes (Resistencia) Everton (LP) Fernando Cáceres FC Fundación Amigos General Paz Juniors Hispano Americano Huracán (Saladillo) Independiente (Fernández) Maronese Racing (Ojo de Agua) River de Embarcación SC Victoria (San Luis) Unión Agrarios (Cerrito) Unión San Martín Azcuénaga Villa San Antonio |